# 特里亚
特里亚（法語：Trilla，法語發音：[tʁija] ⓘ）是法国东比利牛斯省的一个市镇，属于普拉德区。

## 地理
特里亚（42°44'23"N, 2°31'9"E）面积8.96 平方千米，位于法国奧克西塔尼大區东比利牛斯省，该省份为法国大陆部分最南部的省份，涵盖了北加泰罗尼亚，北起奥德省，西接阿列日省和安道尔，南与西班牙接壤，东临地中海。
与特里亚接壤的市镇（或旧市镇、城区）包括：昂西尼昂、卡拉马尼、特雷维亚克、佩济亚德孔夫朗。
特里亚的时区为UTC+01:00、UTC+02:00（夏令时）。

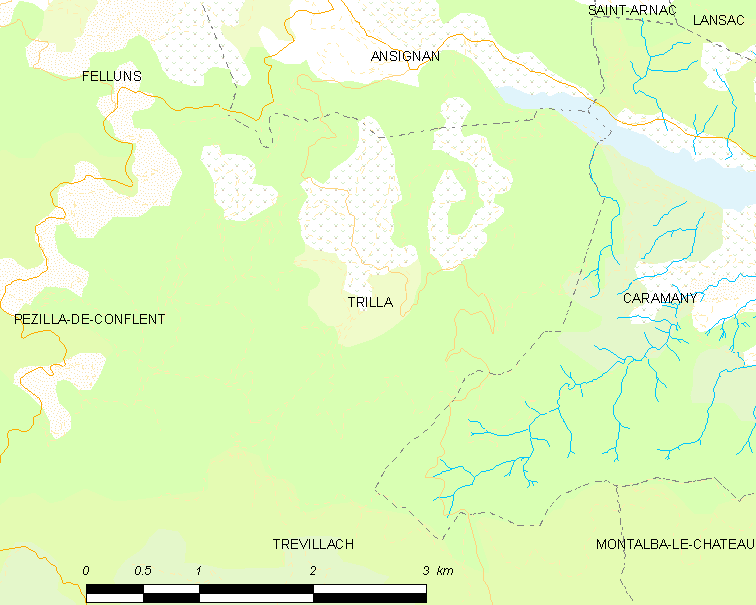
特里亚的OSM定位图

## 行政
特里亚的邮政编码为66220，INSEE市镇编码为66216。

## 政治
特里亚所属的省级选区为阿格利河谷县。

## 人口

1962-2008年间特里亚人口变化图示

特里亚于2022年1月1日时的人口数量为77人。